# 장량량
장량량(중국어 간체자: 张亮亮, 정체자: 張亮亮, 병음: Zhāng Liàngliàng, 한자음: 장량량, 1982년 10월 1일~)은 중화인민공화국의 펜싱 선수로 주 종목은 플뢰레이다. 그는 런던에서 열린 2012년 하계 올림픽에서 남자 플뢰레 단체전에 교체요원으로 출전하였다.